# 玛丽亚·莱哈奇
玛丽亚·莱哈奇（羅馬尼亞語：Maria Lehaci，1999年6月28日—），旧姓蒂沃达留（Tivodariu），罗马尼亚女子赛艇运动员。她曾代表罗马尼亚参加世界赛艇锦标赛，获得一枚金牌。她也曾参加2020年夏季奥林匹克运动会。